# シャボン玉遊び
『シャボン玉遊び』（シャボンだまあそび、仏: Les Bulles de savon、英: Soap Bubbles）は、18世紀フランスの画家ジャン・シメオン・シャルダンが1733-34年頃に制作したキャンバス上の油彩画である。ニューヨークのメトロポリタン美術館に所蔵されている作品のほかに、後のヴァージョンがワシントン・ナショナル・ギャラリーとロサンゼルス・カウンティ美術館に所蔵されている。

## 概要
秋の陽射しを思わせる明るく澄んだ光の中、窓辺でシャボン玉を吹く青年、そして窓の縁から伸び上がるようにしてそれを見つめる帽子を被った子供が描かれている。窓には、スイカズラの葉が見える。
「シャボン玉遊び」のテーマは17世紀以来、フランドル、オランダ、フランスの画家たちによって非常に数多く描かれてきた。シャルダンがそれらの先例、特にオランダ絵画に触発されたことは間違いない。事実、オランダ絵画の版画は18世紀のフランスでは幅広く流通していた。「シャボン玉遊び」のテーマは、ヴァニタスの寓意であることも一般に認識されている。しかし、シャルダンの場合、そうした寓意的表現であるよりも、もっと内面的な動機がこの静かで甘美な作品を制作させたとも考えられる。窓辺に顔を覗かせる子供は、シャルダン自身の息子ピエール・ジャンとも想定できる。
現存するメトロポリタン美術館、ナショナル・ギャラリー (ワシントン)、ロサンゼルス・カウンティ美術館の3点とも署名はなく、変更や修正を加えた形跡は見られない。実のところシャルダンは、4点の『シャボン玉遊び』を制作したと考えられ、失われた1点は最初のヴァージョンだと考えられる。というのは、1739年にピエール・フィユールがシャルダンの絵画に基づいて制作し、雑誌に掲載された版画『シャボン玉』は、現存する3点と異なっているからである。

## ギャラリー

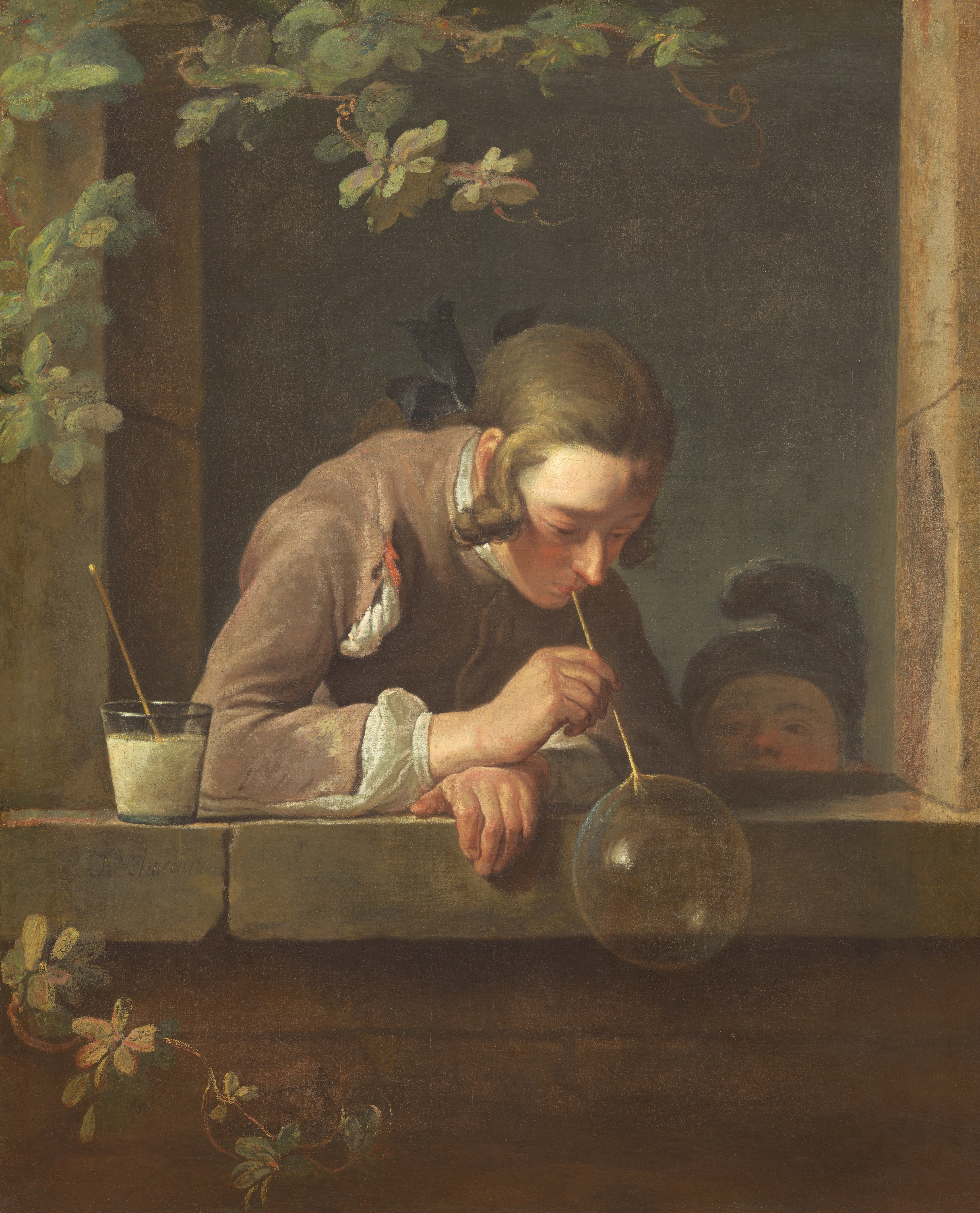
『シャボン玉遊び』、1793年以前、ワシントン・ナショナル・ギャラリー
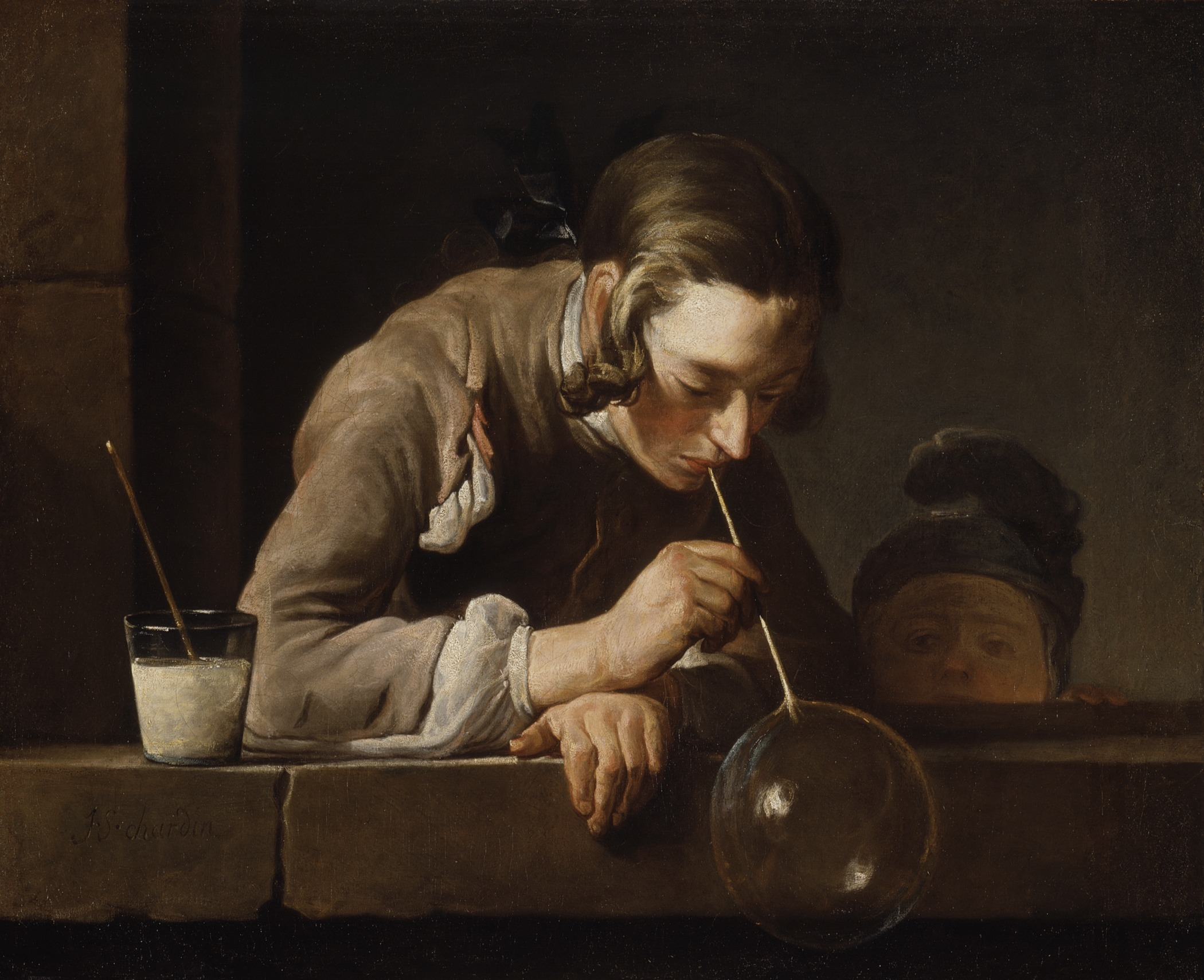
『シャボン玉遊び』、1793年以降、ロサンゼルス・カウンティ美術館
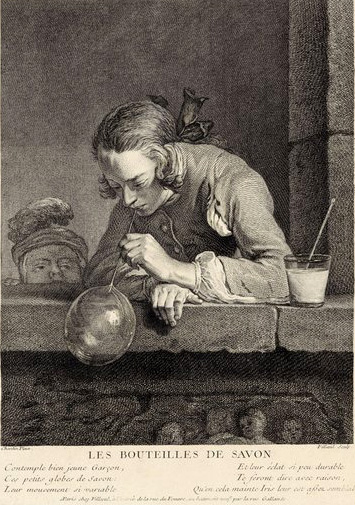
『シャボン玉遊び』(ピエール・フィユール作の版画)、1739年、メトロポリタン美術館